# KokBoekencentrum
KokBoekencentrum is een Nederlandse uitgeverij op het gebied van levensbeschouwing, zelfhulp, spiritualiteit en literaire fictie (via de imprint Mozaïek). In 2017 ontstond deze uitgeverij uit een fusie tussen Kok en Boekencentrum. KokBoekencentrum huist in Utrecht en is onderdeel van het uitgeefconcern VBK (dat in 2024 werd overgenomen door het Amerikaanse uitgeefconcern Simon & Schuster, dat op zijn beurt het jaar daarvoor was gekocht door het private-equityfonds Kohlberg Kravis Roberts). 

## Auteurs
Bekende auteurs die verbonden zijn aan KokBoekencentrum zijn o.a. Anselm Grün, Stefan Paas, Reinier Sonneveld, Cees Dekker en Tijs van den Brink. Voor fictie zijn Janke Reitsma, Arthur Japin en Shel Silverstein opvallende namen.